# 真田・森田のローカルデリバリー
『真田・森田のローカルデリバリー』（さなだ・もりたのローカルデリバリー）は、スペースシャワーTVで放送されていたバラエティ番組。

## 概要
7ORDER真田佑馬、森田美勇人が日本各地を巡り、地域活性化のお手伝いを行っていくドキュメントバラエティ。InterFM897で放送されてきた、地域活性を題材としたラジオ番組「真田・森田のPIZZA WAVE」をスペースシャワーTVのプロデューサーが聞いていたことで番組が始動した。

## 出演者
- 真田佑馬（7ORDER）
- 森田美勇人（7ORDER）

## 放送リスト
| 放送回 | 放送日         | サブタイトル                                       | ゲスト             |
| ------ | -------------- | -------------------------------------------------- | ------------------ |
| 1      | 2021年9月19日  | ベジフルファーム(千葉県富里市)                     | -                  |
| 2      | 2021年10月17日 | 小菅 源流の村(山梨県小菅村)                        | -                  |
| 3      | 2021年11月21日 | 中伊豆ワイナリーヒルズ(静岡県伊豆市)               | -                  |
| 4      | 2021年12月19日 | イバフォルニアベース(茨城県ひたちなか市阿字ケ浦町) | -                  |
| ５     | 2022年1月16日  | 漁師鮮度（大阪府阪南市）                           | 諸星翔希（7ORDER） |
| ６     | 2022年2月20日  | 365BASE outdoor hostel Hamamatsu（静岡県浜松市）   | -                  |
| ７     | 2022年３月20日 | 下部温泉 古湯坊源泉舘（山梨県南巨摩郡）            | -                  |